# Furutjärnen (Hyssna socken, Västergötland)
Furutjärnen är en sjö i Marks kommun i Västergötland och ingår i Viskans huvudavrinningsområde.